# Гринвил (Мејн)
Гринвил (енгл. Greenville) насељено је место без административног статуса у америчкој савезној држави Мејн.

## Демографија
По попису из 2010. године број становника је 1.257, што је 62 (-4,7%) становника мање него 2000. године.
| Група             | 2000.         | 2010.         |
| Белци             | 1.297 (98,3%) | 1.235 (98,2%) |
| Афроамериканци    | 2 (0,2%)      | 0 (0,0%)      |
| Азијати           | 4 (0,3%)      | 1 (0,1%)      |
| Хиспаноамериканци | 3 (0,2%)      | 3 (0,2%)      |
| Укупно            | 1.319         | 1.257         |